# Colonization: Down to Earth
Colonization: Down to Earth este un roman științifico-fantastic de istorie alternativă din 2000 de Harry Turtledove. Este a șasea parte a seriei Worldwar. A fost publicat de Del Rey Books la 1 februarie.
Punctul de divergență are loc în 1941-1942, în timp ce Pământul este sfâșiat de al Doilea Război Mondial. O flotă extraterestră sosește pentru a cuceri planeta, forțând națiunile aflate în război să facă alianțe neplăcute împotriva invadatorilor. Între timp, extratereștrii, care se referă la ei înșiși ca The Race (Rasa), descoperă că inamicul lor (omenirea) este mult mai feroce și mai avansat tehnologic decât se aștepta.

## Prezentare
După atacul nuclear asupra navelor coloniștilor din Second Contact, Rasa continuă să încerce să găsească națiunea responsabilă, dar și care este scopul lui Lewis și Clark, o mare stație spațială lansată de Statele Unite. În același timp, diferitele soiuri de animale aduse de coloniștii Rasei încep să se răspândească în națiunile umane, provocând probleme ecologice și provocând conflicte între ele.
În Germania nazistă, Heinrich Himmler, care este Führer, moare pe neașteptate la sfârșitul anului 1964 și este înlocuit de Ernst Kaltenbrunner. Kaltenbrunner, supărat de politica de acomodare pe care Himmler a dus-o față de Rasă, inclusiv de refuzul său de a invada statul tampon ocupat de Rasă, Polonia, inițiază un război nuclear între Germania și Rasă în 1965.